# Jakob Missia

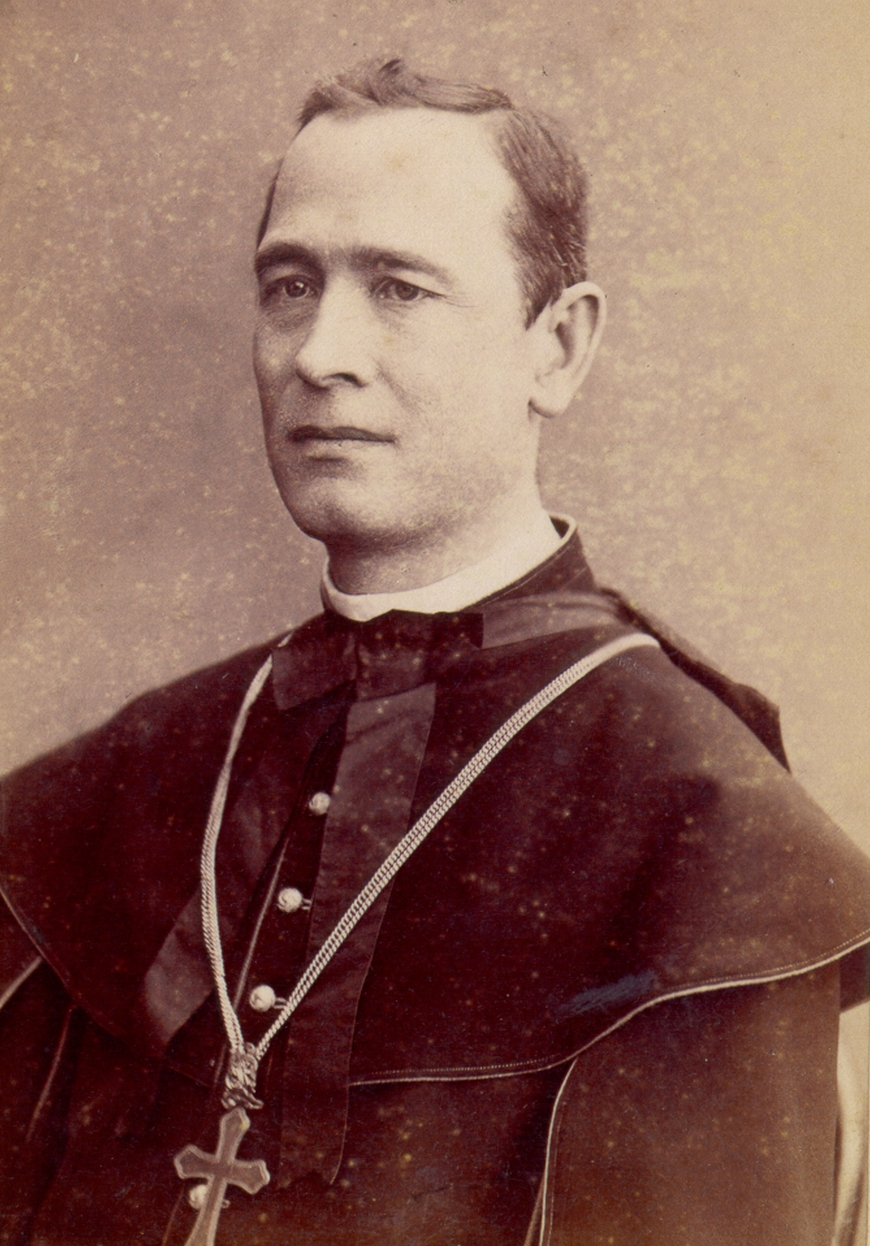
Jakob Missia als junger Bischof (um 1885)

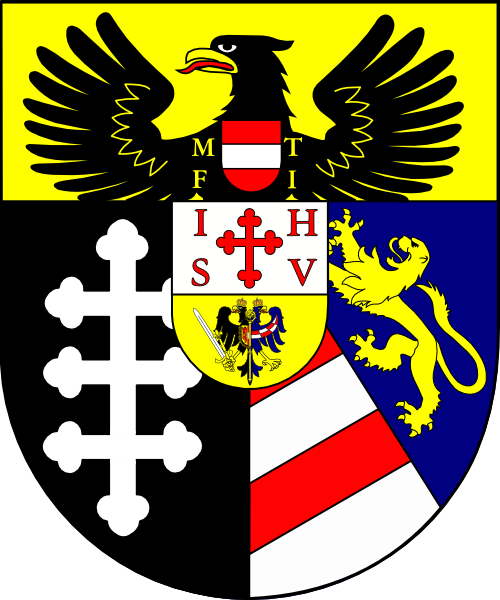
Wappenschild von Missias Kardinalswappen

Jakob Kardinal Missia, ursprünglich Misel oder Mislej; (* 30. Juni 1838 in Eichdorf-Mauthdorf (heute Gemeinde Radenci Slowenien); † 23. März 1902 in Görz) war ein slowenischer Bischof und Kardinal der Römischen Kirche.

## Leben
Er war das jüngste Kind seiner Familie, auch sein älterer Bruder war Priester. Am 21. Mai 1850 wurde er gefirmt. Nach einer erste Ausbildung am Seminar von Lavant (Maribor) studierte er Philosophie und Theologie in Rom. Am 11. April 1858 empfing er in Rom die niederen Weihen. Am 30. Mai 1863 empfing er in Rom das Sakrament der Priesterweihe. Dort erlangte er auch im August 1864 einen Doktorgrad in Theologie der Päpstlichen Universität Gregoriana.
Jakob Missia wurde am 10. November 1884 zum Bischof von Laibach berufen. Die Bischofsweihe spendete ihm am 7. Dezember 1884 in Graz Johann Baptist Zwerger, der Bischof von Seckau, Mitkonsekratoren waren Johannes Haller, Weihbischof im Erzbistum Salzburg, und Bischof Anton Josef Gruscha, Almosenier des österreichischen Kaisers. Auf Vorschlag des Kaisers Franz Joseph I. wurde Jakob Missia am 24. März 1898 auf den Erzbischofsstuhl von Görz transferiert. Am selben Tag übersandte der Papst ihm das Pallium.

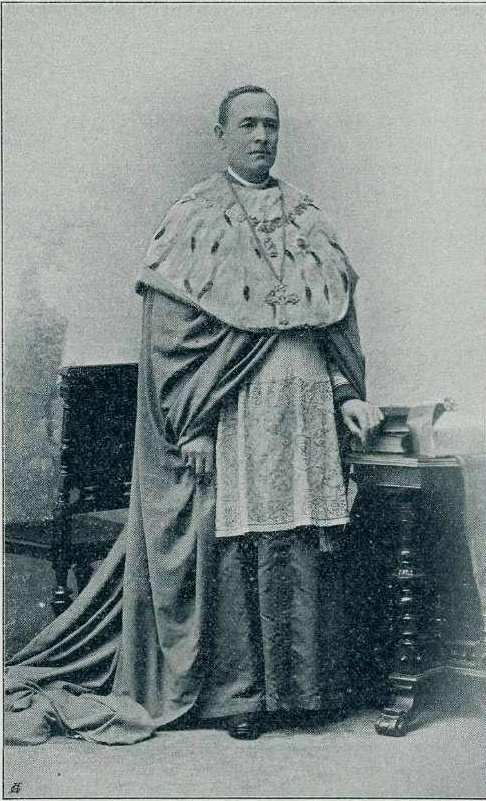
Kardinal Missia, der erste slowenische Kardinal, in Cappa magna (ca. 1899)

Leo XIII. erhob ihn im Konsistorium vom 18. Juni 1899 zum Kardinal mit der römischen Titelkirche Santo Stefano Rotondo. Jakob Missia war der erste slowenische Geistliche, dem das Kardinalat zuteilwurde.

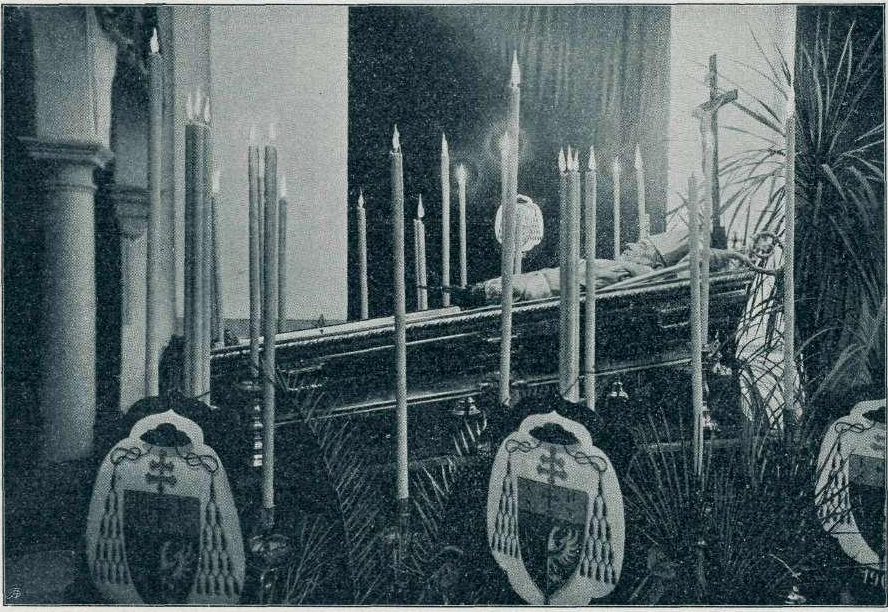
Aufbahrung Kardinal Missias in Görz (1902)

Er starb 1902 in Görz, dem heutigen Gorizia, wo er im Dom seine letzte Ruhestätte fand.